# DOXA
DOXA (др.-греч. δόξα — «мнение», произносится: до́кса) — российский студенческий общественно-политический журнал. Деятельность издания приобрела резонанс в связи с освещением протестов по поводу выборов в Мосгордуму в 2019 году, в результате чего оно было лишено официального статуса «студенческой организации» Высшей школой экономики, и в связи с уголовным преследованием его редакторов после российских протестов 2021 года.
До вторжения России на Украину DOXA позиционировала себя как «журнал о современном университете и проблемах социального и гуманитарного знания». Затем описание в соцсетях поменялось на «Независимый журнал против войны, диктатуры и неравенства». Редакционная коллегия состоит в основном из студентов или аспирантов Высшей школы экономики (НИУ ВШЭ).
В издании критикуется неэтичное поведение преподавателей, публикуются открытые письма, а также освещаются актуальные общественно-политические события (протестные акции, преобразования в сфере образования, случаи преследования студентов и преподавателей) и явления.
25 января 2024 года объявлено Генеральной прокуратурой РФ «нежелательной организацией».

## История
Журнал DOXA основали в 2017 году четверо студентов Высшей школы экономики. Один из основателей — Армен Арамян; он ошибочно называется в СМИ «главным редактором», хотя строгая иерархия редакторов и авторов в журнале не установлена; к середине 2019 года из основателей в издании остался только Арамян.
Позднее в издании стали публиковаться студенты из других вузов Москвы. Так, одним из первых материалов, размещенных в издании, стал рейтинг «худших курсов» факультета гуманитарных наук НИУ ВШЭ, спровоцировавший дискуссию в университетском сообществе
В 2018 году тематика несколько изменилась: начали публиковаться журналистские расследования. В ноябре 2018 года вышла статья о харассменте со стороны преподавателя факультета экономических наук ВШЭ Сергея Володина. Экстренное собрание этической комиссии постановило, что никакого харассмента не было, и эта история ничем не закончилась, но подняла эту тему для обсуждений среди студентов и преподавателей.

### 2019 год
В 2019 году журнал приобрёл широкую известность благодаря своему освещению протестов по поводу выборов в Московскую Городскую Думу и деятельности по поддержке студентов, которых задержали на протестных акциях.
В частности, в DOXA вышла статья о ректоре Российского государственного социального университета Наталье Починок, баллотировавшейся на тех выборах от партии «Единая Россия». В статье в том числе указывалось на то, что сетевое сообщество «Диссернет» нашло нарушения академической этики в диссертации Починок. Сама Починок заявляла, что статья порочит деловую репутацию РГСУ. Также летом 2019 года редакция DOXA организовала сбор средств на оплату штрафов задержанных на протестных акциях студентов и поддержала Егора Жукова, Даниила Конона и Валерия Костенка — студентов столичных вузов, арестованных по обвинению в «организации массовых беспорядков» (т. н. «московское дело»).
В сентябре 2019 года журнал «Афиша Daily» назвал DOXA «самым актуальным медиа года».
В декабре 2019 года Совет фонда поддержки студенческих инициатив Высшей школы экономики лишил журнал DOXA статуса студенческой организации. Как отмечает «Фонтанка.ру», это произошло после жалобы Починок. В результате издание потеряло финансирование от ВШЭ, а также не могло более пользоваться аудиториями вуза и его техникой.
Руководство вуза пояснило свои действия тем, что вместо освещения студенческой жизни, науки и исследований в издании на передний план «вышли правозащитная, общественно-политическая деятельность и привлечение к себе внимания неоднозначными акциями и скандальными текстами». Советник ректора ВШЭ Олег Солодухин заявил, что издание наносило вузу репутационный ущерб, а также назвал критику других вузов и их руководителей, в отличие от критики ВШЭ, недопустимой.
Журнал собирал средства на поддержку оштрафованных студентов и организовывал отправку писем политзаключенным, его редакторы стали соорганизаторами акции «За свободу студентов и университетов». В частности, журналисты издания собирали деньги на юридическую помощь аспиранту МГУ Азату Мифтахову, осужденному за бросание дымовой шашки в офис партии «Единая Россия», и поддерживали студента ВШЭ Егора Жукова, обвиняемого властями в организации «массовых беспорядках» в Москве.
Власти препятствовали журналу: им запретили проводить дискуссию в общественном пространстве «Яма», не позволили открыть стенд на Дне Вышки.

### 2020 год
В 2020 году DOXA провело несколько журналистских расследований.
8 мая 2020 года редакция писала о домогательствах со стороны преподавателей филологического факультета Московского государственного университета, не разглашая имена вовлечённых студентов и преподавателей. Люди, связанные с МГУ, написали открытое письмо с призывом создать комиссии для борьбы с домогательствами и заявлением, что сексуальные отношения между студентами и преподавателями стали «частой и даже привычной практикой».15 мая 2020 года профессор кафедры русского языка Сергей Князев признался в наличии сексуальных отношений со студентками, но заявил, что они были добровольными, и уволился по собственному желанию.
В августе 2020 года DOXA совместно с «Важными историями», Transparency International и «Новой газетой» провело расследование преимущества при поступлении в университеты, которые незаконно получали дети российских чиновников. Также редакция писала про массовые отчисления студентов из РГСУ.

### 2021 год
В начале 2021 года DOXA и «Важные истории» провели расследование о карьерных препятствиях для российских женщин.
В январе 2021 года в DOXA освещались протесты в поддержку Алексея Навального. Журнал разместил на YouTube обращение о том, что власти запугивают студентов перед протестами и что недопустимо ограничивать права молодых людей на протест. 26 января Роскомнадзор потребовал удалить его, поскольку обнаружил там «вовлечение несовершеннолетних в совершение противоправных действий». 1 марта адвокат правозащитной группы «Агора» Леонид Соловьёв подал заявку о признании уведомления Роскомнадзора незаконным.
Вследствие публикации этого видео в апреле 2021 года четверо редакторов подверглись уголовному преследованию со стороны российских властей.

### 2022 год
После начала вторжения России на Украину сайт издания DOXA был заблокирован на территории России.
25 февраля 2022 года издание разместило антивоенное заявление на своей странице на платформе Patreon, из-за чего 7 августа по решению Генпрокуратуры РФ также был заблокирован доступ к этой платформе (из-за того, что сервис использует протокол HTTPS, недоступен весь сайт), позже доступ к сайту был восстановлен.

### 2024 год
В январе 2024 года Генпрокуратура России объявило DOXA «нежелательной организацией». Депутат Госдумы Василий Пискарев заявил, что DOXA причастна к «обучению диверсионной деятельности на территории России», на сайте журнала якобы «размещались инструкции по совершению поджогов военкоматов, отделов полиции и боевой техники, призывы к российским военнослужащим сдаваться в плен ВСУ, материалы по оказанию сопротивления органам правопорядка и захвату университетов».
30 августа телеграм-канал DOXA был признан «экстремистским» в Республике Беларусь.

## Дело DOXA

Обвинённые редакторы DOXA
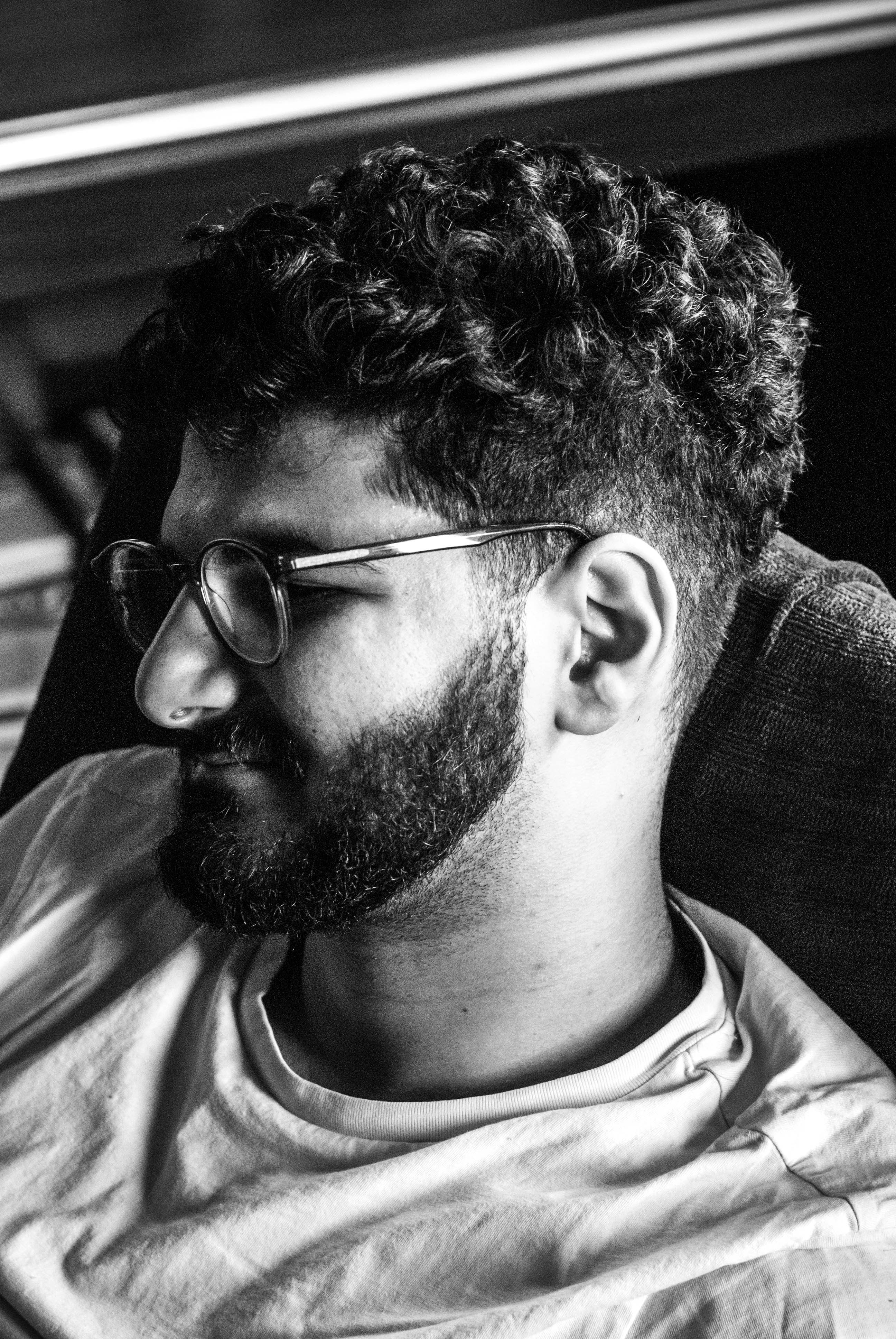
Армен Арамян
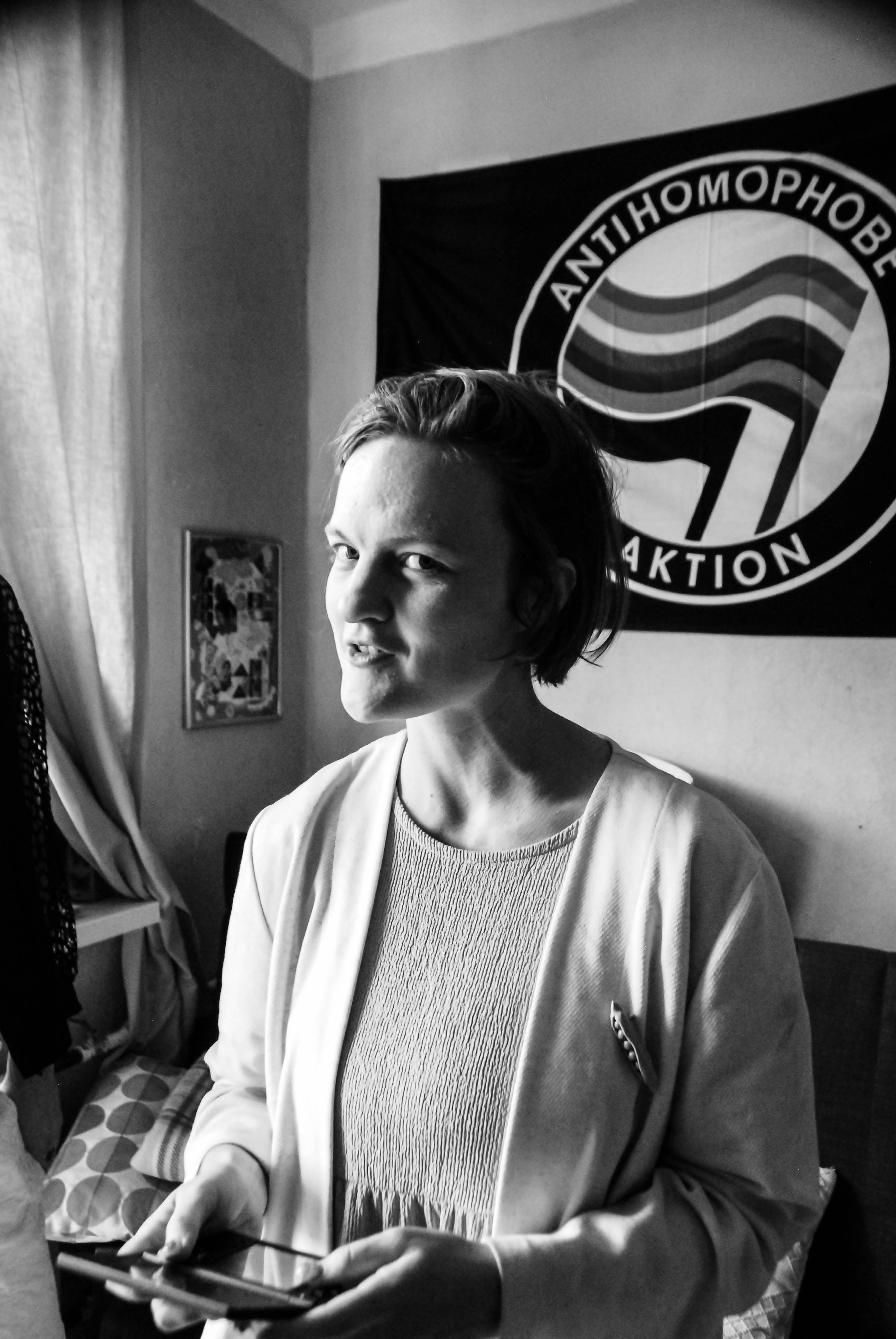
Наталия Тышкевич
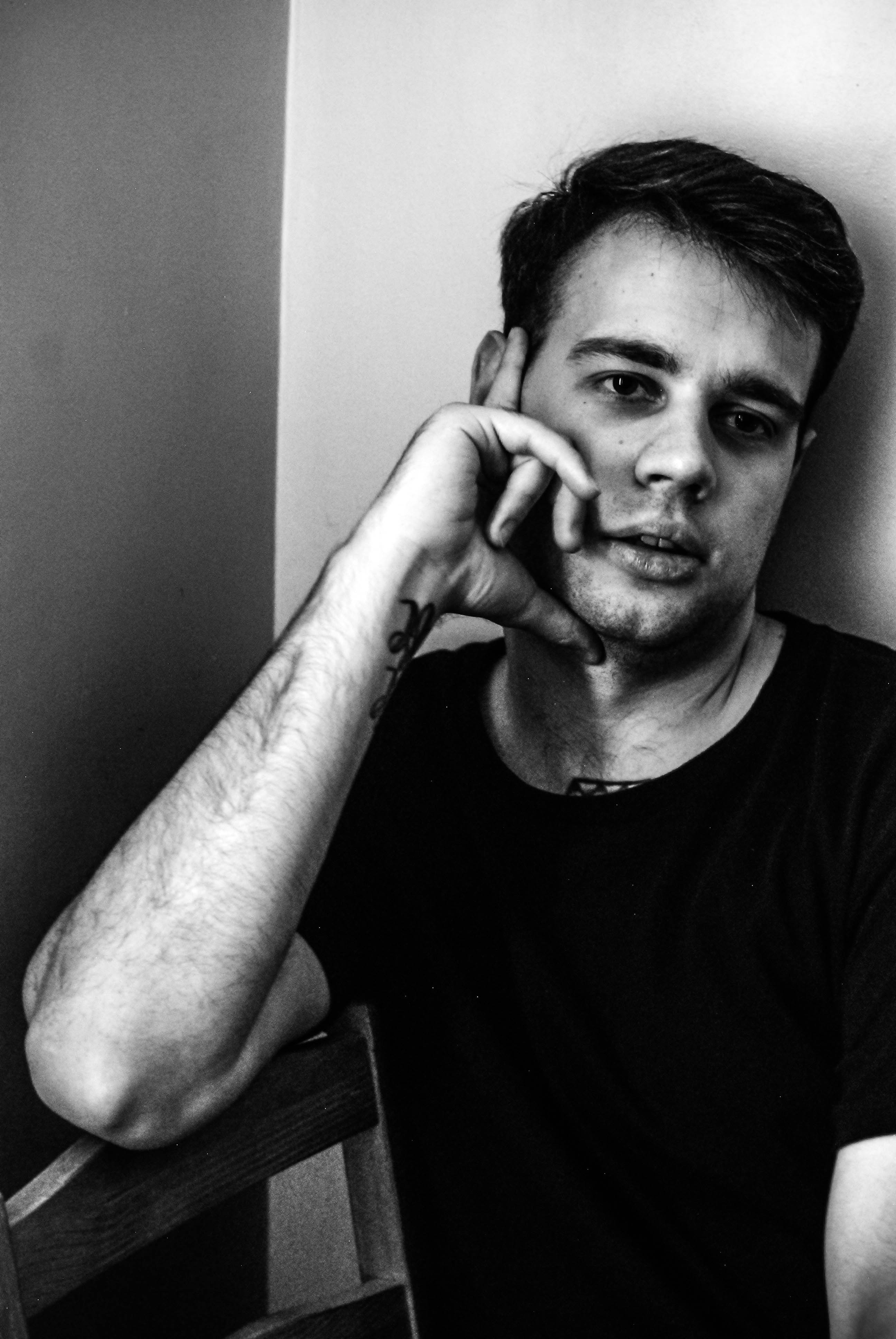
Владимир Метёлкин

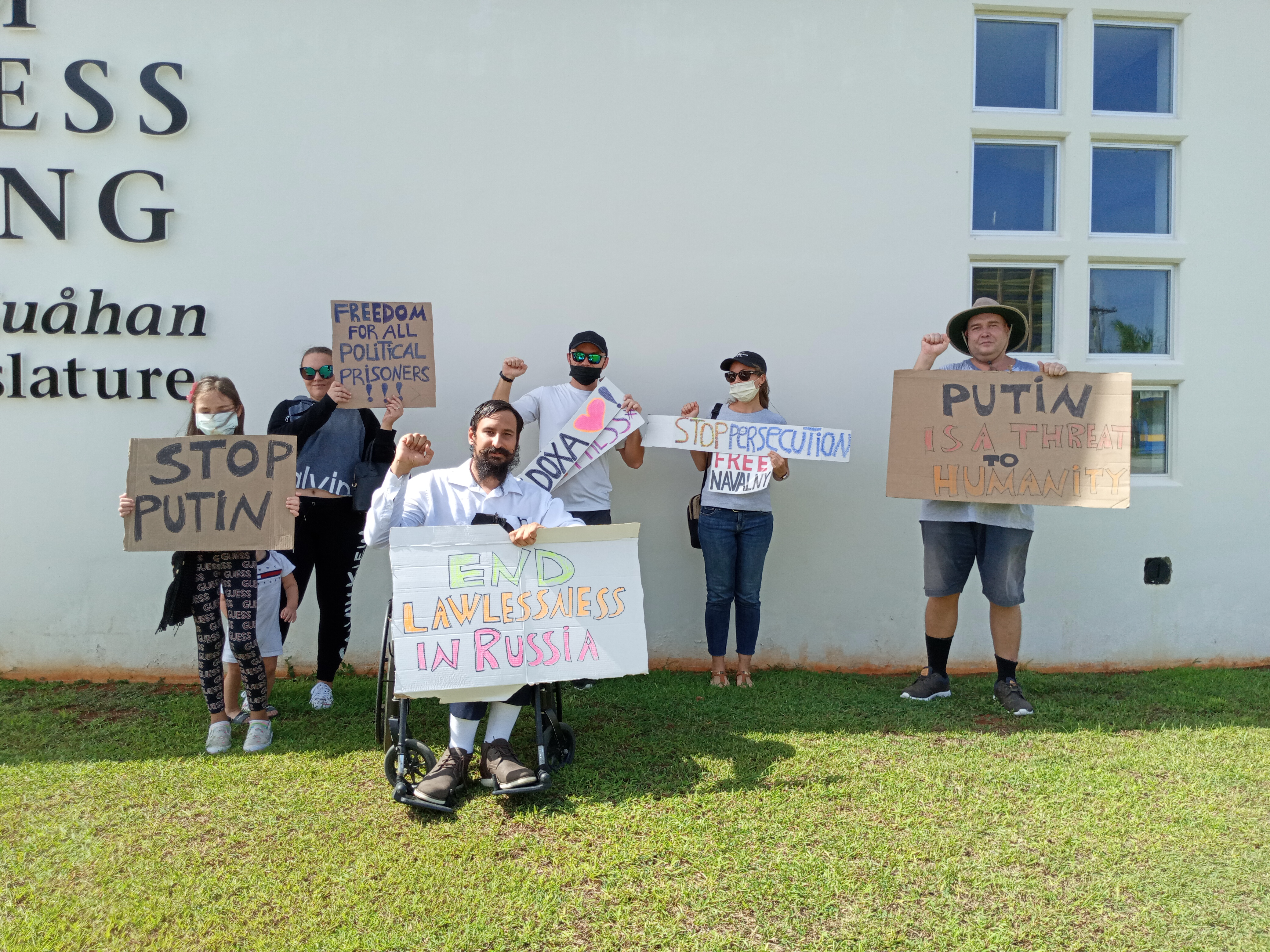
Протест в поддержку DOXA и свободных СМИ

14 апреля 2021 года прошли обыски в редакции журнала и дома у редакторов Армена Арамяна, Владимира Метёлкина, Наталии Тышкевич, Аллы Гутниковой, все четверо — истцы по обжалованию запрета видео. Им предъявили обвинения по части 2 статьи 151.2 УК РФ (склонение или иное вовлечение несовершеннолетнего в совершение противоправных действий).
В тот же день Басманный районный суд города Москвы вынес им меру пресечения в виде запрета определённых действий: «нельзя выходить из дома с 00:00 до 23:59, общаться без письменного разрешения следователя с кем-либо кроме адвоката, а также пользоваться интернетом и другими средствами связи».
26 апреля Московский городской суд разрешил Арамяну, Метёлкину и Тышкевич выходить на прогулку на два часа, с 8:00 до 10:00.
28 июня 2021 года Следственный комитет предъявил в новой редакции обвинение четырём редакторам студенческого журнала DOXA, ужесточив формулировку статьи. В него добавили ещё один пункт о «совершении преступления группой лиц по предварительному сговору или организованной группой».
12 апреля 2022 года Дорогомиловский районный суд Москвы вынес Арамяну, Метёлкину, Тышкевич и Гутниковой приговор, признав виновными в «вовлечении несовершеннолетних с помощью публичного выступления в противоправную деятельность, которая представляет опасность для их жизни» и назначив им два года исправительных работ.
3 августа 2022 года суд зачел время, которое они пробыли под запретом определённых действий, в связи с чем им осталось отбыть шесть месяцев исправительных работ из двух лет.
10 августа Армен Арамян сообщил, что все четверо обвиняемых по делу DOXA покинули Россию и находятся в безопасности.

### Реакция
15 апреля 2021 года Джудит Батлер, Этьен Балибар, Славой Жижек, Борис Гройс и ещё около 90 зарубежных учёных подписали открытое письмо в поддержку DOXA, назвав выдвинутые обвинения «абсурдными».
Более 120 преподавателей ВШЭ подписали письмо в поддержку задержанных журналистов, размещённое на сайте «Троицкого варианта».
29 апреля правозащитный центр Мемориал признал Армена Арамяна, Владимира Метёлкина, Наталию Тышкевич и Аллу Гутникову политическими заключенными.

## Награды
Издание трижды получало журналистскую премию «Редколлегия»:
- В августе 2020 года за расследование Юлии Алыковой, Софьи Савиной и Екатерины Мороко «Целевая аудитория: как чиновники отправляют своих детей учиться в престижные вузы без конкурса», проведённое DOXA совместно с «Важными историями», Transparency International и «Новой газетой»[27].
- В апреле 2021 года за расследование Анастасии Куц, Германа Нечаева, Татьяны Колобакиной и Никиты Кучинского «Образовательный ценз. Исследование о том, кто учит российскую молодежь», проведённое совместно DOXA с «Проектом»[28].
- В апреле 2023 года за расследование Никиты Рязанского, Веры Шенгелии, Александра Кузнецова, хх.т и Екатерины Балясниковой «Неблаготворительность. Как система президентских грантов вынуждает российское общество обслуживать войну»[29].

В октябре 2022 года журнал стал лауреатом международной премии Student Peace Prize 2023.
Редакторы журнала DOXA, Владимир Метёлкин, Алла Гутникова, Армен Арамян, Наталья Тышкевич — номинанты в рейтинг «30 самых перспективных россиян до 30 лет» по версии Forbes в 2021 году в категории «Социальные практики».